# Michel Lioure
Pour les articles homonymes, voir Lioure.
Michel Lioure est un historien français de la littérature.

## Biographie
Ancien élève de l'École normale supérieure (L 1954) et major de l'agrégation de lettres (1956), Michel Lioure est docteur d'État ès lettres (1971).
Il est professeur émérite à l'université de Clermont-Ferrand.
Spécialiste de Paul Claudel, il a participé, sous la direction de Didier Alexandre et Michel Autrand, à l'édition de son Théâtre dans la Bibliothèque de la Pléiade.
Il est membre du conseil d'administration de la Société Paul-Claudel.

## Publications

### Ouvrages
- L'Esthétique dramatique de Paul Claudel, Paris, Armand Colin, 1971 (BNF 35407980).
- Le Drame. De Diderot à Ionesco, Paris, Armand Colin, 1973 (BNF 35190063).
- Le Théâtre religieux en France, Paris, Presses universitaires de France (« Que sais-je ? »), 1983 (BNF 34740331).
- Tête d'or de Paul Claudel. Introduction, inédits, variantes et notes, Paris, Les Belles Lettres, 1984 (BNF 34754137).
- Lire le théâtre moderne. De Claudel à Ionesco, Paris, Dunod, 1998 (BNF 36199177).
- Claudeliana, Clermont-Ferrand, Presses universitaires Blaise-Pascal, 2001 (BNF 37690059).